# Alocasia flemingiana
Alocasia flemingiana är en kallaväxtart som beskrevs av Yuzammi och Alistair Hay. Alocasia flemingiana ingår i släktet Alocasia och familjen kallaväxter. Inga underarter finns listade.